# 免疫突触
免疫突触（英語：Immune synapse）是抗原提呈细胞和淋巴细胞之间形成的一种特殊结构，因和神经突触结构相似而得名。组成免疫突触的分子和T细胞活化功能密切相关，故称为热门的研究主题。